# Selterklippen
Die Selterklippen sind eine langgestreckte Ansammlung von Kalksteinklippen des Höhenzugs Selter im Alfelder Bergland, einem Teil des Leineberglands in Niedersachsen. Großteils sind sie als 96 ha großes Naturschutzgebiet ausgewiesen und zudem Teil eines FFH-Gebiets.

## Geographische Lage
Als Teil des Selters befinden sich die Selterklippen in den Gebieten der Samtgemeinde Freden des Landkreises Hildesheim sowie der Stadt Einbeck des Landkreises Northeim.

## Naturschutzgebiet und FFH-Gebiet
Die Selterklippen wurden 2009 durch den Niedersächsischen Landesbetrieb für Wasserwirtschaft, Küsten- und Naturschutz (NLWKN) unter Naturschutz gestellt. Das Naturschutzgebiet trägt die statistische Bezeichnung NSG BR 137. Es erstreckt sich südwestlich von Freden auf etwa 6 km Länge in Richtung Süden bis kurz vor Bruchhof, einem Gemeindeteil von Kreiensen, und umfasst den mittleren und südlichen Teil des Selters mit den Fredener, Esbecker, Erzhausener und den Naenser Klippen.

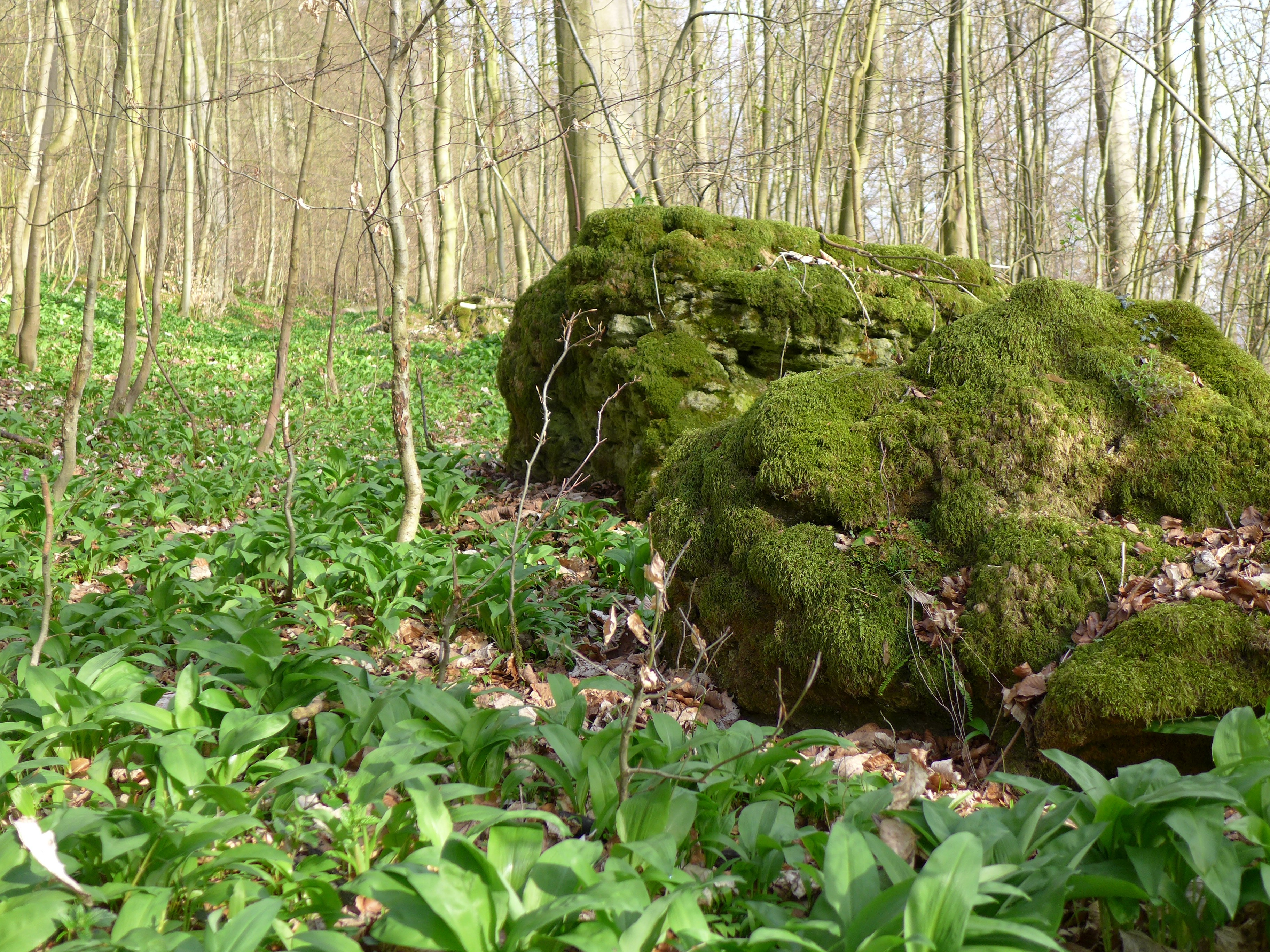
Bemooste Felsen und Bärlauch im NSG

Laut der Schutzverordnung erfolgt die Unterschutzstellung zur Erhaltung, Pflege und naturnahen Entwicklung der Selterklippen als Lebensstätte schutzbedürftiger Tier- und Pflanzenarten und ihrer Gemeinschaften sowie als Landschaft von großer Seltenheit, besonderer Eigenart, Vielfalt und herausragender Schönheit.
Das Naturschutzgebiet ist Teil des FFH-Gebiets Nr. 169 „Laubwälder und Klippenbereiche im Selter, Hills und Greener Wald“. Für den Geltungsbereich der Naturschutzgebietsverordnung wurde die Verordnung über das Landschaftsschutzgebiet „Selter“ aus dem Jahr 2004 aufgehoben.

## Natur und Landschaft
Die Fredener, Esbecker, Erzhausener und den Naenser Klippen ragen – vor allem im Südteil des Naturschutzgebiets Selterklippen – bis zu 20 m empor, indem sie mächtige, teils überhängende Felswände bilden. Aufgrund sonnenabgewandter Lage und hoher Niederschlagsmengen entwickeln sich hier alte, totholzreiche Schlucht- und Hangmischwälder mit artenreicher Moos- und Flechtenvegetation. Der Selter gehört zu den größten Schatthangwaldgebieten Niedersachsens.

## Tierwelt
Das Naturschutzgebiet Selterklippen dient auch dem Schutz seltener Tierarten wie Luchs, Wildkatze, Uhu und Wanderfalke. Es beherbergt außerdem eine Population der Fledermausart Großes Mausohr.

## Sage
Ein markanter Fels der Selterklippen ist die sogenannte Kammerkeule. Dieser hat die Form einer Keule, d. h. unten spitz und oben dick. Der Sage nach befindet sich in der Nähe eine Höhle mit 5 Kammern. In der letzten Kammer soll ein von einem Hund bewachter Mann an einem steinernen Tisch sitzen, der dorthin von einem Zauberer verbannt worden ist. Der Fels ist symbolisch in das Wappen des östlich gelegenen Dorfes Erzhausen aufgenommen worden.